# Valenzuela graminis
Valenzuela graminis är en insektsart som först beskrevs av Edward L. Mockford 1966.  Valenzuela graminis ingår i släktet Valenzuela och familjen fransvingestövsländor. Inga underarter finns listade i Catalogue of Life.